# Slovenien i olympiska vinterspelen 1998
Slovenien deltog med 34 deltagare vid de olympiska vinterspelen 1998 i Nagano. Ingen av landets deltagare erövrade någon medalj.